# 3,4-metilendioksifenil-2-propanon
3,4-metilendioksifenil-2-propanon odnosno piperonil metil keton (PMK) je vrsta tvari koja se može uporabiti za izradu droga ("prekursor"). Uvršten je u Hrvatskoj na temelju Zakona o suzbijanju zlouporabe droga na Popis tvari koje se mogu uporabiti za izradu droga - Europski klasifikacijski sustav ovisno o mogućnostima zlouporabe, Službeni list Europske unije od 18. veljače 2004. Kemijsko ime po CAS-u je (2-propanone,1-[3,4(methylenedioxy)phenyl]-), KN oznaka je 2932 92 00, CAS-ov broj je 4676-39-5.